# Werften in Cuxhaven
Die Werften in Cuxhaven waren historisch vorwiegend im Bau und der Reparatur von Fischereischiffen aktiv. Auch wenn der Neubau von Schiffen eine eher untergeordnete Rolle spielte, wurden an der Elbmündung dennoch Ewer, kleine Fischereifahrzeuge, Schuten und Schlepper gebaut. Die heute aktiven Werften beschäftigen sich mit Reparaturen und der Ausrüstung von Schiffen (Stand 2020). 

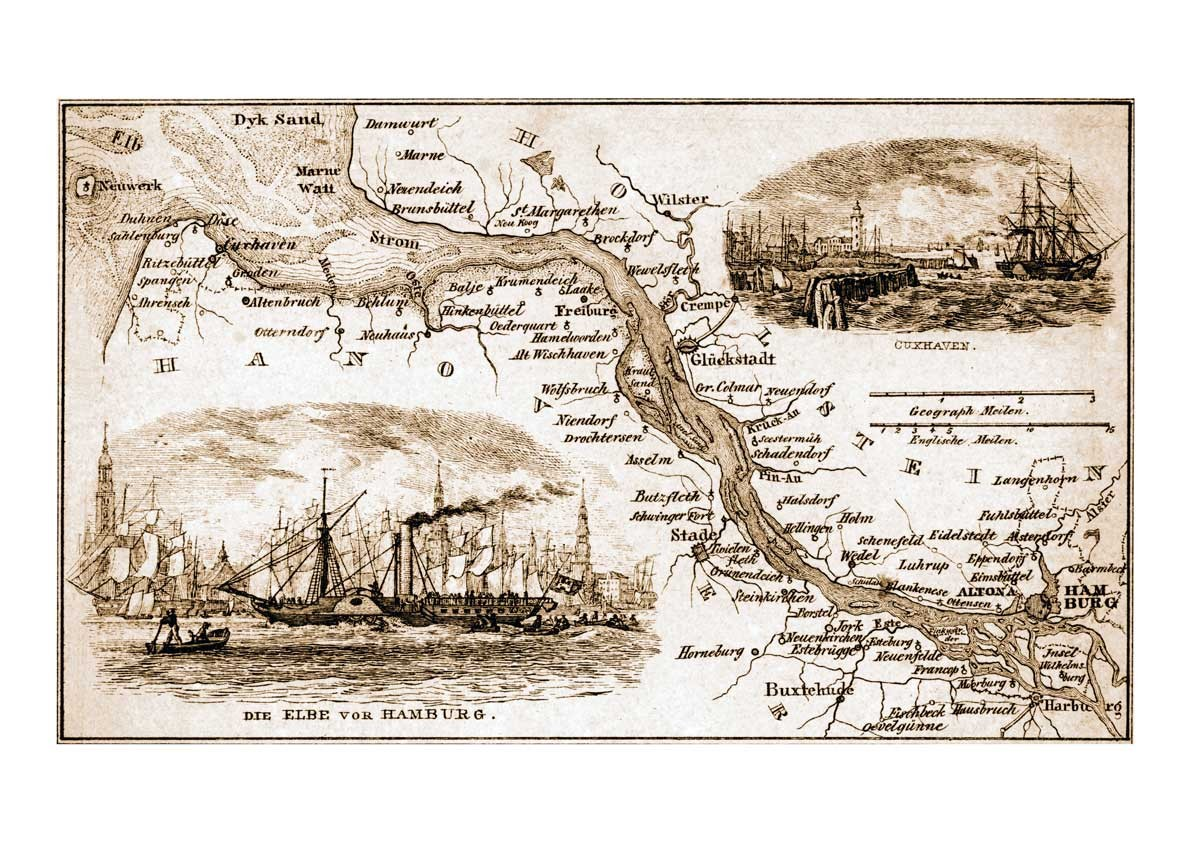
Elbe von Hamburg bis Cuxhaven

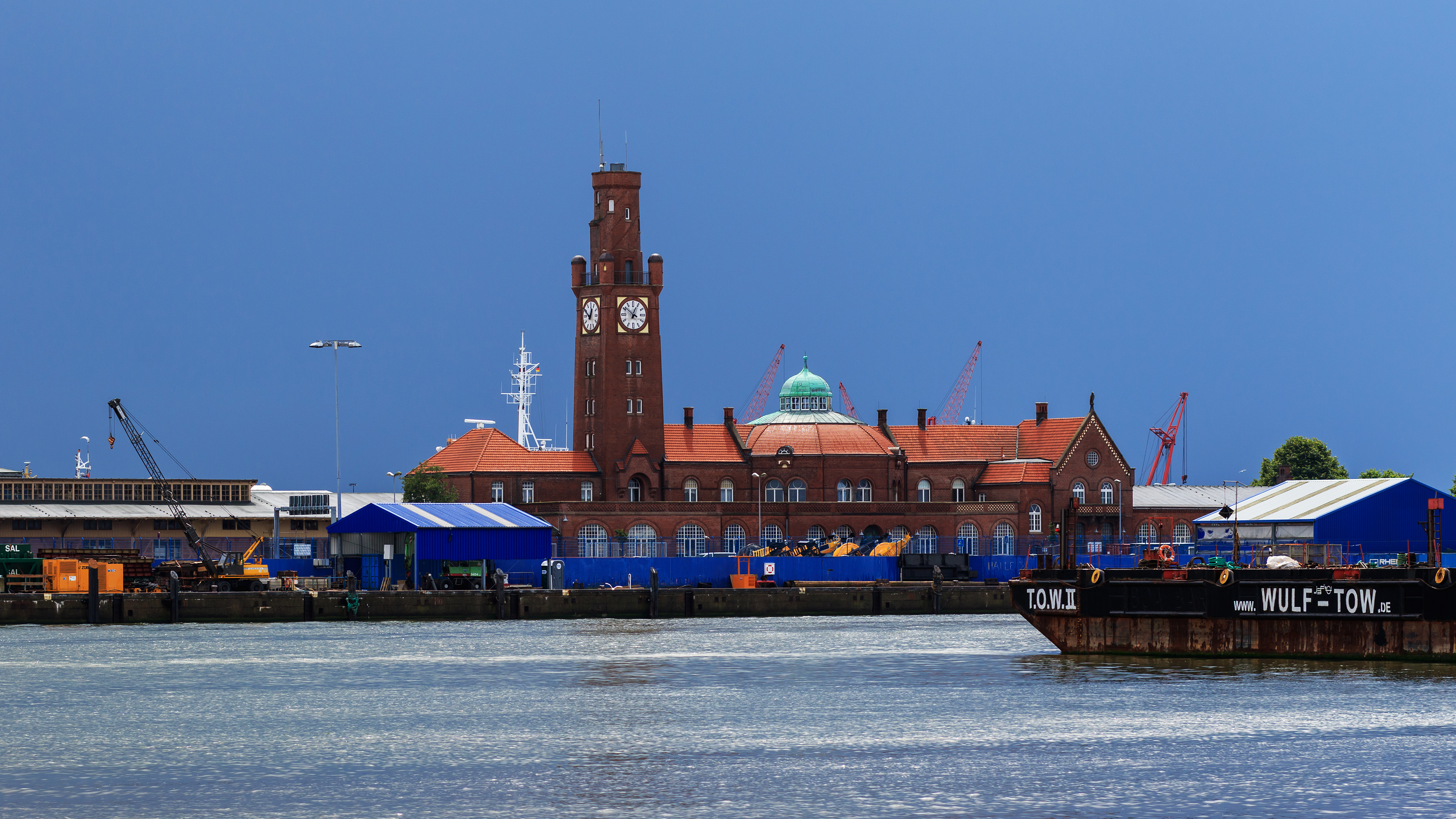
Die Hapaghallen für die Auswanderer- und Passagierabfertigung

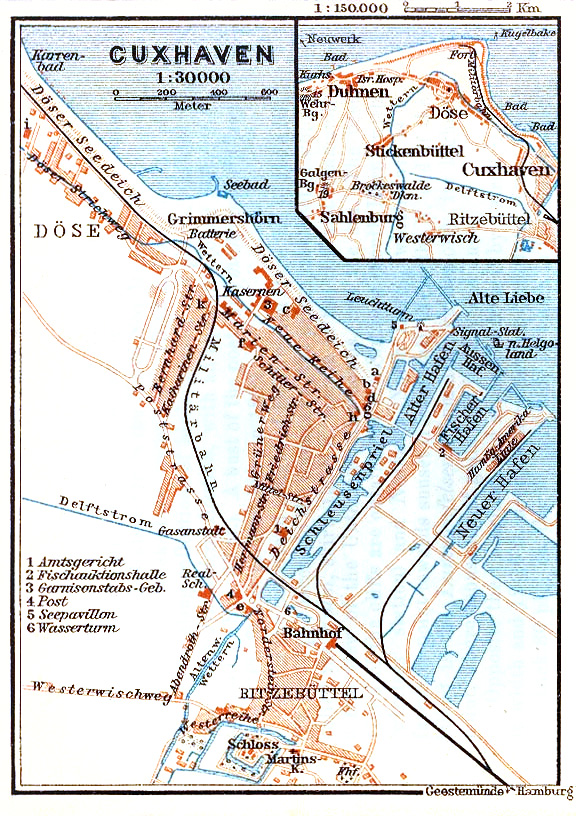
Hafen um 1910

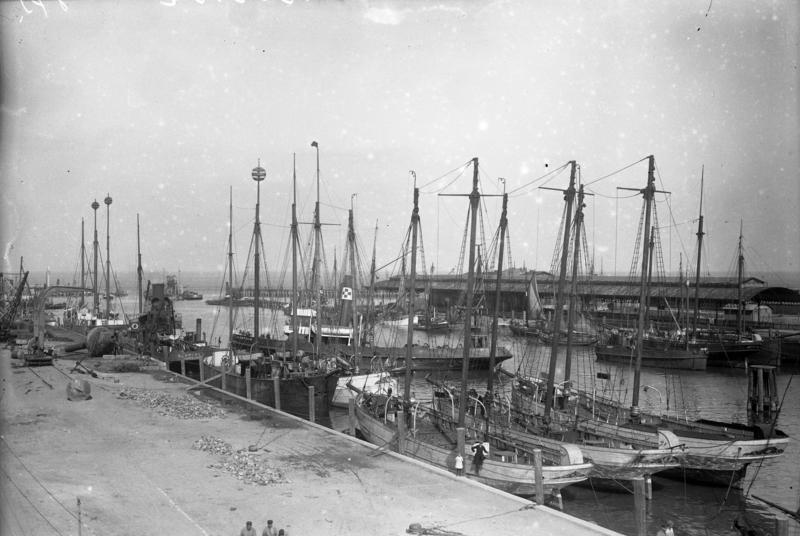
Schiffe im Hafen, 1928

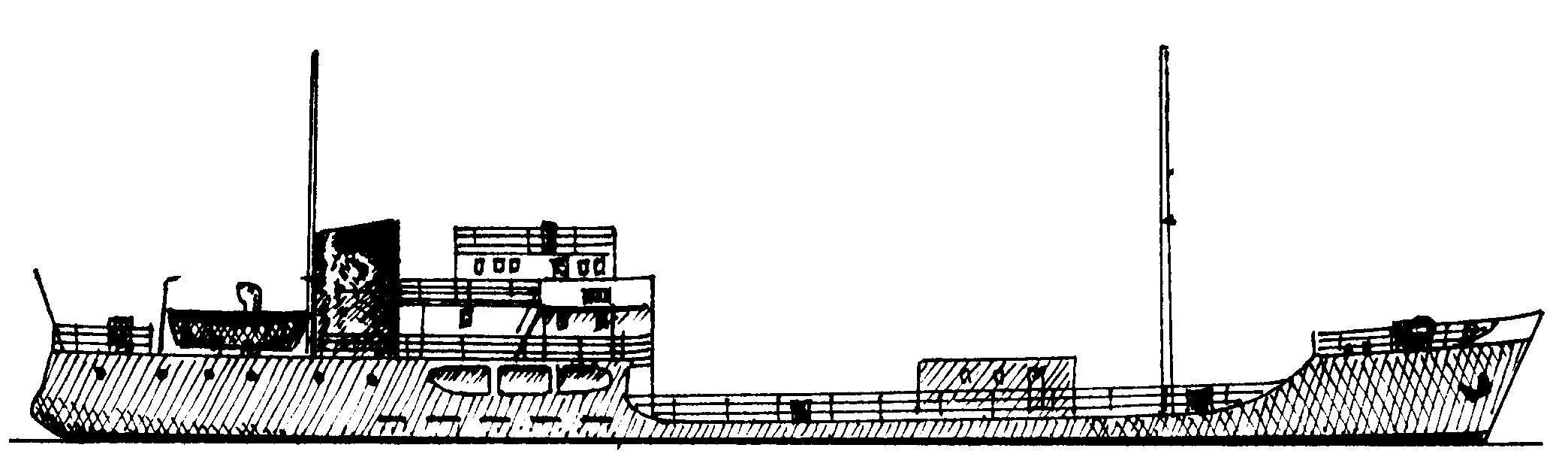
Die Beckmannwerft kaufte die Rositz 1952 und verlängerte den Schiffsrumpf auf der eigenen Werft

## Geschichte
1393 eroberte Hamburg das Schloss Ritzebüttel von den Rittern Lappe, die vorher als Lehnsherren des Herzogs von Sachsen-Lauenburg die Herrschaft ausübten, und gründete 1394 das hamburgische Amt Ritzebüttel, das zum Schutzhafen und Stützpunkt gegen die Seeräuber ausgebaut wurde. 1872 wurde Ritzebüttel mit Cuxhaven zur hamburgischen Landgemeinde Cuxhaven vereinigt. 1937 wurde Cuxhaven an die preußische Provinz Hannover übergeben, der Amerikahafen und das Passagierterminal Steubenhöft blieben bis 1993 hamburgisches Eigentum. Der von Hamburg bei den Inseln Neuwerk und Scharhörn ursprünglich geplante Tiefwasserhafen wurde bisher nicht realisiert, in der Folge musste Hamburg mit den wachsenden Schiffsgrößen immer mehr Geld für die Elbvertiefung aufwenden. 2005 erfolgte die Aufhebung der Containersperrklausel, damit wurde das Verbot für den Umschlag von Containern aufgehoben.

### Hafenstadt Cuxhaven
Neben der Fischerei wurde Cuxhaven um 1890 für die großen Passagierschiffe der Hamburg-Amerikanischen Packetfahrt-Actien-Gesellschaft (HAPAG) wichtig, da die Elbe für den Direktverkehr zu den St. Pauli-Landungsbrücken zu flach war. Der Linienverkehr in die USA wurde vom Steubenhöft, eine Pier am Amerikahafen in Cuxhaven, abgewickelt. Auch die seinerzeit größten Schiffe der Welt, die HAPAG-Transatlantikliner Imperator und Vaterland, fuhren von hier nach New York City und Boston ab. Die Abfertigung der mit dem Zug zum Amerika-Bahnhof Cuxhaven angereisten Passagiere und Auswanderer erfolgte in den Hapag-Hallen direkt an der Pier. Mit der Elbvertiefung nahm die Bedeutung für die Passagierschifffahrt ab. Auch die Fortschritte in der Luftfahrt, größere Reichweiten, größere Flugzeuge, führten zu sinkenden Zahlen der Passagierschifffahrt. Heute wird Cuxhaven von Kreuzfahrtschiffen und von Seebäderschiffen nach Helgoland und Neuwerk angelaufen.

## Werften in Cuxhaven
In der Vergangenheit gab es mehrere Werften, die vorwiegend mit der Reparatur von Fischereifahrzeugen beschäftigt waren. Der Schiffsneubau spielte nur eine untergeordnete Rolle.
| Name                             | Zeitraum     | Standort | Bemerkung |
| -------------------------------- | ------------ | -------- | --- |
| Georg Klemeke                    | 1792–?       | Cuxhaven | |
| Elfers-Werft                     | 1802–1816    | Cuxhaven | Kleiner Betrieb mit Schmiede und ab 1805 Zimmerei. 1816 Übernahme durch die Dürels-Werft |
| Dürels-Werft                     | 1816–1820    | Cuxhaven | 1820 von der Bufe-Werft übernommen |
| Eggers Werft                     | 1816–1889    | Cuxhaven | Neben Schiffsreparaturen baute sie vor allem Küstenschiffe sowie 18 größere Schiffe, schaffte aber nicht die Umstellung vom Holz- auf den Stahlschiffbau.                                                                                                   |
| J. C. Bufe                       | 1820–1895    | Cuxhaven | Ursprünglich die Schmiede von J. Dürels, hier entstanden rund 15 Neubauten wie Briggs, Kuffs, Schoner, Barken und Vollschiffe, das Gelände wurde an Mützelfeldt verkauft                                                                                    |
| Mützelfeldtwerft                 | 1895–heute   | Cuxhaven | 1903 übernahm Franz Mützelfeldt die Werft von Bufe, Schiffsneubau von Loggern u. Fischkutter, später Küstenmotorschiffe u. Schlepper, insgesamt entstanden rund 150 Neubauten, inzwischen als Reparaturwerft Teil der Bredo Dry Docks                       |
| Beckmannwerft                    | 1920/42–1971 | Cuxhaven | Die Beckmannwerft entstand aus einer Kettenschmiede, war dann eine Reparatur- und Umbauwerft, die neben Fischereischiffen das Feuerschiff Außenjade gebaut hat. 1971 wurde sie mit der SUAG vereinigt, 1981 geschlossen und 1982 von Mützelfeldt übernommen |
| Böhmewerft                       | 1938–1979    | Cuxhaven | Oskar Böhme baute nach dem Zweiten Weltkrieg kleine Fischkutter, später auch Sportboote |
| Döscher-Werft                    | 1945–1964/69 | Cuxhaven | Bau, Umbau und Reparatur von Kuttern vor allem aus der Fischerei im Holzbau sowie von Helgoländer Börtebooten |
| Mews-Werft                       | 1945–1978    | Cuxhaven | Bau, Umbau und Reparatur von Kuttern vor allem aus der Fischerei im Holzbau. 1980 durch Firma Empting/Glüsing übernommen |
| Boots- und Schiffswerft Cuxhaven | 1978–heute   | Cuxhaven | Ehemalige Mews-Werft. Inhaber ist die Plambeck Holding. Schwerpunkt Reparaturen, Wartung und maritime Dienstleistungen |
| Schiffs- und Yachtwerft Cuxhaven | 1979–heute   | Cuxhaven | Übernahme der Böhmewerft durch Familie Detzkeit mit der Reederei NARG; Bootsbau, Reparaturen und maritime Dienstleistungen |